# Ligidium euboicum
Ligidium euboicum är en kräftdjursart som beskrevs av Matsakis 1975. Ligidium euboicum ingår i släktet Ligidium och familjen gisselgråsuggor. Inga underarter finns listade i Catalogue of Life.